# Distribució hiperbòlica
La distribució hiperbòlica és una distribució de probabilitat contínua caracteritzada perquè el logaritme de la funció de densitat de probabilitat és una hipèrbola. Així, la distribució disminueix exponencialment, que és més lentament que la distribució normal. Per tant, és adequat per modelar fenòmens on els valors numèricament grans són més probables que no pas per a la distribució normal. Alguns exemples són els rendiments dels actius financers i les velocitats del vent turbulent. Les distribucions hiperbòliques formen una subclasse de les distribucions hiperbòliques generalitzades.
L'origen de la distribució és l'observació de Ralph Bagnold, publicada al seu llibre The Physics of Blown Sand and Desert Dunes (1941), que el logaritme de l'histograma de la distribució empírica de la mida dels dipòsits de sorra tendeix a formar una hipèrbola. Aquesta observació va ser formalitzada matemàticament per Ole Barndorff-Nielsen en un article el 1977, on també va introduir la distribució hiperbòlica generalitzada, utilitzant el fet que la distribució hiperbòlica és una barreja aleatòria de distribucions normals.